# Ricky Eat Acid
Семюел Джозеф Рей (народився 25 квітня 1991 року), також відомий під ім’ям свого сольного електронного проекту Ricky Eat Acid , — американський музикант з Балтимора, штат Меріленд. Більшу частину популярності він здобув завдяки своїй участі в гурті Teen Suicide.

## Історія
Сем Рей розпочав проект Ricky Eat Acid у 2009 році та випустив свою першу пісню 22 лютого 2010 року під назвою "Angry Clouds", яка з’явилася на його дебютному альбомі "Sometimes You Make People Sad", що вийшов 21 травня 2010 року. Після цього вийшов перший EP Рея, "HUGS", 16 липня 2012 року, а також його другий альбом "You Get Sick; You Regret Things" 8 вересня 2010 року. Під час випуску EP для нового проекту "Dead Virgin" Рей також випустив EP "Dance With U" та "Sometimes We're Blue" у жовтні та листопаді 2010 року відповідно. Через рік він випустив альбом під назвою "Haunt U Forever" через Chill Mega Chill.
У січні 2012 року Рей випустив пісню під назвою "A Smoothie Robot For Moon Mansion" через Bad Panda Records. У грудні того ж року він випустив оновлену версію "You Get Sick; You Regret Things" через Orchid Tapes .
У січні 2014 року Рей випустив свій третій повноформатний альбом (другий з Orchid Tapes) під назвою "Three Love Songs". 8 липня 2014 року він самостійно випустив EP під назвою "Sun Over Hills". 15 липня 2014 року Рей представив сингл "Pull (May15)" через Secret Songs.
У січні 2015 року Рей випустив пісню під назвою "Context" через Canvasclub. У травні 2015 року він представив мікстейп під назвою "Mixtape".
25 травня 2016 року Рей одружився з артисткою електронної музики Кітті в Деланді, Флорида. 8 вересня 2016 року він представив першу пісню під назвою "Hey" з його останнього альбому "Talk To You Soon", який вийшов 28 жовтня 2016 року через Terrible Records.

## Дискографія

### Студійні альбоми
- Sometimes You Make People Sad [8] (2010, випущено самостійно)
- You Get Sick; You Regret Things [9] (2010, випущено самостійно; 2012, Orchid Tapes)
- Haunt U Forever [10] (2011, Chill Mega Chill)
- Seeing Little Ghosts Everywhere [11] (2011, випущено самостійно)
- Three Love Songs [12] (2014, Orchid Tapes)
- Talk to You Soon [13] (2016, Terrible Records)
- Am I Happy, Singing [14] (2018, випущено самостійно)
- When They Align Just So, Memories of Another Life Bleed into My Own [15] (2020)

### Розширені записи
- HUGS [16] (2010, випущено самостійно)
- Dance With U [17] (2010, випущено самостійно)
- Sometimes We're Blue [18] (2010, випущено самостійно)
- Like I Was Floating [19] (2011, випущено самостійно)
- April [20] (2011, випущено самостійно)
- Ambien Music [21] (2012, випущено самостійно)
- Sun Over Hills [22] (2014, випущено самостійно)

### Мікстейпи
- Mixtape [23] (2015, випущено самостійно)

### Сингли
- "A Smoothie Robot for My Moon Mansion" [24] (2012, Bad Panda)
- "Pull (May15)" [25] (2014, Secret Songs)
- "Context" [26] (2015, Canvasclub)

### Збірні альбоми
- (2011_Demos) [27] (2012, випущено самостійно)
- Three Love Songs: B-Sides & Outtakes [28] (2014, Orchid Tapes)
- A Whole Lot of Music From Past Few Years, All of Which I Hope You Enjoy [29] (2017, випущено самостійно)
- 2009-2016 Loose Tracks [30] (2017, випущено самостійно)